# Cyphon obscurus
Cyphon obscurus är en skalbaggsart som först beskrevs av Félix Édouard Guérin-Méneville och Memeville 1834.  Cyphon obscurus ingår i släktet Cyphon och familjen mjukbaggar. Inga underarter finns listade i Catalogue of Life.